# Joe Gibbs (Footballtrainer)

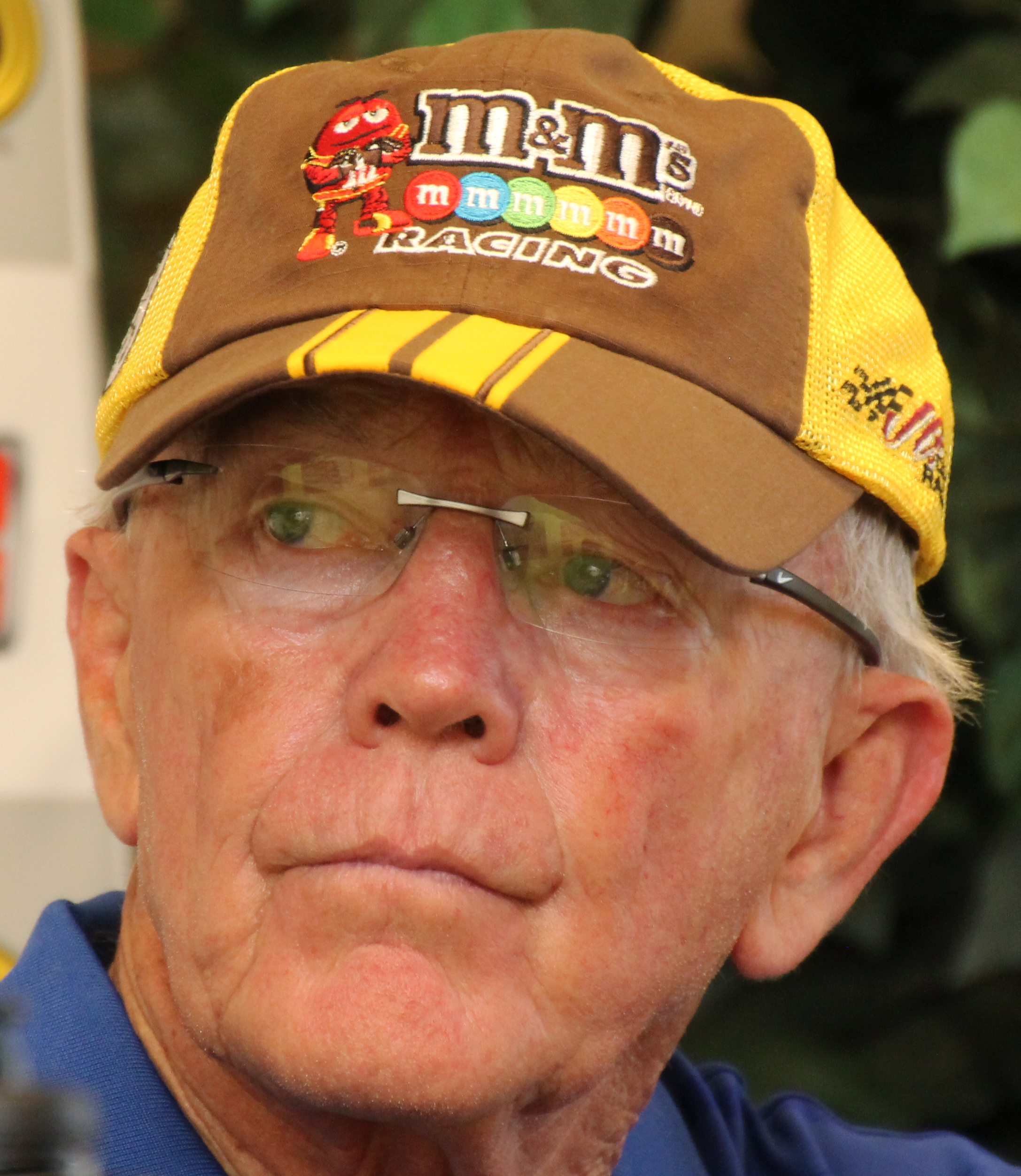
Joe Gibbs, 2015

Joe Jackson Gibbs (* 25. November 1940 in Mocksville, North Carolina) ist ein US-amerikanischer, ehemaliger American-Football-Trainer und aktuell Teambesitzer eines NASCAR-Teams.

## Sportliches Wirken

### National Football League
Von 1973 bis 1977 war Gibbs Coach des Offensive Backfields bei den St. Louis Cardinals, 1978 war er Offensive Coordinator bei den Tampa Bay Buccaneers, 1979 und 1980 war Offensive Coordinator bei den San Diego Chargers. Unter Head Coach Don Coryell lernte Gibbs dessen innovative, „Air Coryell“ genannte Angriffstaktik kennen.
Von 1981 bis 1992 war er Head Coach (Trainer) bei den Washington Redskins. In dieser Zeit gewann seine Mannschaft drei Mal den Super Bowl der National Football League (NFL). Der Grundstein seiner Erfolge entstammt einer starken Offensive Line, die aufgrund ihrer Dominanz an der Line of Scrimmage The Hogs („Die Schweine“) genannt wurde. Mit den Hogs und dem kraftvollen Runningback John Riggins fuhr er eine wirkungsvolle Smashmouth Offense und stellte der Gegner den Laufweg zu, ließ er seine Quarterbacks lange, Air-Coryell-ähnliche Würfe auf die schnellen Wide Receiver Art Monk und Ricky Sanders nehmen. In seiner Zeit bei den Redskins machte Gibbs unter anderem die Verwendung eines sogenannten H-Backs (hybrid back) bekannt. Diese ist vergleichbar mit der eines Tight Ends und wird auch meistens von solchen gespielt, ist aber ein wenig hinter der Line of Scrimmage aufgestellt, um den Quarterback vor anstürmenden Gegenspielern zu beschützen.
Gibbs galt als gewiefter Offensivstratege und wurde mit drei verschiedenen Quarterbacks (Joe Theismann, Doug Williams und Mark Rypien) Super-Bowl-Gewinner. Joe Gibbs ist bis heute der einzige Footballtrainer, dem es gelang mit dem gleichen Team und drei verschiedenen Quarterbacks den Super Bowl zu gewinnen. 1994 wurde Gibbs in die Pro Football Hall of Fame aufgenommen. Durch seine Rückkehr als Head Coach (Trainer) zu den Washington Redskins im Jahre 2004 wurde er der einzige aktive Head Coach, der bereits in die Hall of Fame aufgenommen wurde. Im Januar 2008 trat er jedoch wegen der in den Playoffs gegen die Seattle Seahawks erlittenen Niederlage zurück.

### NASCAR
Gibbs gründete 1991 mit Joe Gibbs Racing ein eigenes NASCAR-Team. Es stellt aktuell jeweils 4 Autos im NASCAR Sprint Cup (höchste Klasse) und in der Xfinity Series (2. Klasse). Insgesamt konnten seine Fahrer in der Geschichte des Teams bisher 5 Titel einfahren, davon 4 im Sprint Cup und einen in der Xfinity Series.